# Nyamanga
Nyamanga är ett vattendrag i Burundi.   Det ligger i provinsen Makamba, i den sydvästra delen av landet, 100 km söder om huvudstaden Bujumbura.
Omgivningarna runt Nyamanga är huvudsakligen savann. Runt Nyamanga är det ganska tätbefolkat, med 214 invånare per kvadratkilometer.